# Jahrhundertereignis
Jahrhundertereignisse sind Wetterereignisse, die im statistischen Durchschnitt nur einmal im Jahrhundert vorkommen (Jährlichkeit T = 100 a), wie die Jahrhundertflut oder die Jahrhunderthitze.

## Ermittlung
Für eine genauere Ermittlung z. B. des hundertjährlichen Hochwasserereignisses eines Flusses genügt nicht die Beobachtung eines einzelnen Hochwassers, sondern es sind längere Beobachtungen erforderlich. Vereinfacht wäre ein 100-jährliches Hochwasser ein Abfluss, der das zehntgrößte Hochwasserereignis innerhalb der letzten 1000 Jahre übertrifft.
Generell verändert jedes Ereignis die vorherigen Berechnungen (eine solche Anpassung findet z. B. nach jedem Hochwasser in der Schweiz statt): Ein Ereignis, das zeitgenössisch als 100-jährlich eingestuft wird, könnte sich nachträglich ebenso gut als ein 50- oder ein 200-jährliches herausstellen.
Die genaue Ermittlung erfolgt mit statistischen Methoden. Hierzu werden für Hochwässer vorhandene Pegelaufzeichnungen, vor allem aber auch historische Quellen wie Hochwassermarken herangezogen, um auch seltenere und damit weiter zurückliegende Abfluss- bzw. Wetterereignisse zu erfassen. Bei Stürmen hingegen sind Messwerte nicht sonderlich aussagekräftig, hier wird meist primär das Schadensbild beurteilt (etwa das Ausmaß an Windwurf in Wäldern) und die Gesamtschäden als Kriterium genommen. Das gilt auch für andere unspezifisch-ausgedehnte Ereignisse, etwa Extremschneeereignisse (wo meist Lawinen die Hauptschäden ausmachen). Daher sind Wetterereignis-Kategorien auch verschieden schwer in einen längerfristigen Kontext zu setzen.
Problematisch dabei ist die Konsistenz der historischen Daten, geschlossene Wetteraufzeichnungen gibt es durchwegs erst seit der zweiten Hälfte des 19. Jahrhunderts,  Messungen im modernen Sinne überhaupt erst seit der frühen Neuzeit (also maximal 5 Jahrhunderten), ältere Aufzeichnungen sind meist verbale Aufschreibungen in Annuarien – die Hochwassermarken stellen eine der wenigen Ausnahmen verlässlicher präziser Messung dar, die viele Jahrhunderte zurückreichen kann. Daher ist die Klimatologie in der ungünstigen Situation, Jahrhundertereignisse in einem Rahmen zu diagnostizieren, der das Intervall des Jahrhunderts nur wenig übersteigt.
Daher werden zunehmend archäo-geowissenschaftliche Befunde wichtig, um die Verhältnisse der vorhergehenden Jahrhunderte zu ergründen und zu deuten. Das können sein:
- geologische Spuren jüngerer Hochwasser- und Massenbewegungsereignisse (Sedimentation, Erosion)
- geophysikalische Daten etwa aus Klimaarchiven (z. B. Sedimentproben, Eisbohrkerne)
- bis hin zur Auswertung alter Kartographie zu Uferverläufen oder Vegetation.

Diese historischen Befunde sind jedoch nur lokale „Blitzlichter“, die auch bei aktuellen Daten eine schlechte Basis für geographisch umfassendere Analysen darstellen: Ausreißerwerte treten nämlich gerade in der Meteorologie immer und häufig auf.
Daher nimmt heute die numerische Modellrechnung die zentrale Rolle ein, wobei die Modelle durch die historischen Belege kalibriert werden.

## Bedeutung
Die Werte bezüglich der Jährlichkeit sind wichtig für die Bemessung von Hochwasserschutzeinrichtungen, oder beim Regen für Entwässerungsanlagen, sowie für die Erarbeitung von Notfallplänen.
Außerdem sind sie für das Versicherungswesen von zentraler Bedeutung, dort ist Risikoabschätzung Basis der Berechnungen. Daher sind neben der Wetter- und Klimawissenschaft sowie den Behörden insbesondere die einschlägigen Versicherungsverbünde und Rückversicherer in diesem Sektor engagiert.

## Objektivität
Das Jahrhundert ist typischerweise diejenige Zeitspanne, die dem Ausdruck „seit Menschengedenken“ entspricht.
Der Mensch vergisst Grenzerfahrungen und Rückschläge aber erstaunlicherweise, wenn er nicht unmittelbar betroffen ist, und relativiert besonders diejenigen, deren Erzählungen oft nur ein bis zwei Generationen lebendig bleiben.
Extreme Naturereignisse treten aber häufiger auf, als man aufgrund eigener Erfahrung vermuten würde. So sind für die vergangenen 500 Jahre immerhin 25 Überschwemmungen mit teils großen Schäden durch den Alpenrhein überliefert, d. h. im Durchschnitt alle 20 Jahre. Die Bezeichnung Jahrhundertereignis ist also nicht immer zutreffend. Genaue Ereignisdokumentationen sind Voraussetzung zur objektiven Risikowahrnehmung. Der Begriff des „Jahrhundertereignisses“ wird heute in der Presse – auch im Kontext einer Klimaerwärmung und ihrer Folgen – oft überstrapaziert.